# Consiglio regionale del Lazio
Il Consiglio regionale del Lazio ha sede a Roma, in Via della Pisana 1301, ed è l'organo legislativo della Regione Lazio. Ha un mandato di 5 anni. 
Le sue funzioni sono stabilite dalla Costituzione e dallo Statuto regionale, tra le quali spiccano il controllo sulla Giunta regionale, l'approvazione delle leggi regionali e l'elezione dei delegati regionali che, insieme ai parlamentari e agli altri delegati regionali, eleggono il Presidente della Repubblica.
La legislatura corrente, la XII, si è aperta con le elezioni regionali del 2023; il presidente del Consiglio in carica, è attualmente Antonio Aurigemma, consigliere di Fratelli d'Italia.
Istituito nel 1970, si compone di 49 consiglieri, del Presidente della Regione e del secondo candidato Presidente che ha ottenuto più voti. Dei 49 consiglieri, 30 sono eletti in liste circoscrizionali concorrenti, 10 con sistema maggioritario e i restanti 10 sono il frutto del premio di maggioranza.

## Organi istituzionali

### Presidenti
| Legislatura | Presidente          | Partito                       | Periodo                             |
| ----------- | ------------------- | ----------------------------- | ----------------------------------- |
| I           | Girolamo Mechelli   | Democrazia Cristiana          | 6 luglio 1970 - 22 settembre 1970   |
| I           | Roberto Palleschi   | Partito Socialista Italiano   | 23 settembre 1970 - 31 luglio 1975  |
| I           | Maurizio Ferrara    | Partito Comunista Italiano    | 1º agosto 1975 - 2 ottobre 1975     |
| II          | Maurizio Ferrara    | Partito Comunista Italiano    | 3 ottobre 1975 - 28 marzo 1976      |
| II          | Roberto Palleschi   | Partito Socialista Italiano   | 29 marzo 1976 - 3 agosto 1977       |
| II          | Violenzio Ziantoni  | Democrazia Cristiana          | 4 agosto 1977 - 22 dicembre 1978    |
| II          | Girolamo Mechelli   | Democrazia Cristiana          | 23 dicembre 1978 - 28 luglio 1980   |
| III         | Mario Di Bartolomei | Partito Repubblicano Italiano | 29 luglio 1980 - 29 ottobre 1981    |
| III         | Girolamo Mechelli   | Democrazia Cristiana          | 30 ottobre 1981 - 17 settembre 1985 |
| IV          | Girolamo Mechelli   | Democrazia Cristiana          | 18 settembre 1985 - 29 maggio 1986  |
| IV          | Bruno Lazzaro       | Democrazia Cristiana          | 29 luglio 1986 - 26 luglio 1990     |
| V           | Antonio Signore     | Partito Socialista Italiano   | 27 luglio 1990 - 4 agosto 1992      |
| V           | Carlo Proietti      | Partito Socialista Italiano   | 5 agosto 1992 - 20 febbraio 1994    |
| V           | Rodolfo Gigli       | Partito Popolare Italiano     | 21 febbraio 1994 - 15 giugno 1995   |
| VI          | Luca Borgomeo       | Partito Popolare Italiano     | 16 giugno 1995 - 5 giugno 2000      |
| VII         | Claudio Fazzone     | Forza Italia                  | 6 giugno 2000 - 17 maggio 2005      |
| VIII        | Massimo Pineschi    | Lista Civica per Marrazzo     | 18 maggio 2005 - 29 luglio 2007     |
| VIII        | Guido Milana        | Partito Democratico           | 30 luglio 2007 - 15 settembre 2009  |
| VIII        | Bruno Astorre       | Partito Democratico           | 16 settembre 2009 - 11 maggio 2010  |
| IX          | Mario Abbruzzese    | Il Popolo della Libertà       | 12 maggio 2010 - 24 marzo 2013      |
| X           | Daniele Leodori     | Partito Democratico           | 25 marzo 2013 - 3 aprile 2018       |
| XI          | Daniele Leodori     | Partito Democratico           | 4 aprile 2018 - 12 aprile 2019      |
| XI          | Mauro Buschini      | Partito Democratico           | 17 aprile 2019 - 11 aprile 2021     |
| XI          | Marco Vincenzi      | Partito Democratico           | 12 aprile 2021 - 12 marzo 2023      |
| XII         | Antonio Aurigemma   | Fratelli d'Italia             | 13 marzo 2023 - in carica           |

### Ufficio di presidenza
Presidente del Consiglio regionale
- Antonio Aurigemma (FdI)

Vicepresidenti del Consiglio regionale
- Giuseppe Cangemi (Lega)
- Enrico Panunzi (PD)

Segretari del Consiglio regionale
- Micol Grasselli (FdI)
- Fabio Capolei (FI)
- Valerio Novelli (M5S)

### Commissioni consiliari permanenti
| Commissione | Commissione | Presidente                          | Vicepresidenti                | Vicepresidenti                          |
| ----------- | --- | ----------------------------------- | ----------------------------- | --------------------------------------- |
| I           | Affari costituzionali e statutari, affari istituzionali, partecipazione, risorse umane, enti locali, sicurezza, lotta alla criminalità, antimafia | Flavio Cera (FdI)                   | Eleonora Berni (FdI)          | Eleonora Mattia (Pd)                    |
| II          | Affari europei e internazionali, cooperazione tra i popoli                                                                                        | Emanuela Mari (FdI)                 | Michele Nicolai (FdI)         | Marietta Tidei (Az-IV)                  |
| III         | Vigilanza sul pluralismo dell'informazione | Enrico Panunzi (PD)                 | Claudio Marotta (AVS)         | Marika Rotondi (FdI)                    |
| IV          | Bilancio, programmazione economico-finanziaria, partecipazioni regionali, federalismo fiscale, demanio e patrimonio                               | Marco Bertucci (FdI)                | Emanuela Droghei (Pd)         | Cosmo Mitrano (FI)                      |
| V           | Cultura, spettacolo, sport, turismo | Mario Luciano Crea (RP)             | Marco Colarossi (FI)          | Edy Palazzi (FdI)                       |
| VI          | Lavori pubblici, infrastrutture, mobilità, trasporti                                                                                              | Cosmo Mitrano (FI)                  | Michela Califano (Pd)         | Micol Grasselli (FdI)                   |
| VII         | Sanità, politiche sociali, integrazione sociosanitaria, welfare                                                                                   | Alessia Savo (FdI)                  | Rodolfo Lena (Pd)             | Orlando Tripodi (Lega)                  |
| VIII        | Agricoltura e ambiente | Giulio Menegali Zeno (FdI)          | Salvatore La Penna (Pd)       | Vittorio Sambucci (FdI)                 |
| IX          | Lavoro, formazione, politiche giovanili, pari opportunità, istruzione, diritto allo studio                                                        | Orlando Tripodi (Lega)              | Maria Chiara Iannarelli (FdI) | Alessandra Zeppieri (Polo Progressista) |
| X           | Urbanistica, politiche abitative, rifiuti | Laura Corrotti (FdI)                | Enrico Panunzi (PD)           | Marika Rotondi (FdI)                    |
| XI          | Sviluppo economico e attività produttive, start-up, commercio, artigianato, industria, tutela dei consumatori, ricerca e innovazione              | Enrico Tiero (FdI)                  | Daniele Maura (FdI)           | Marietta Tidei (Az-IV)                  |
| XII         | Tutela del territorio, erosione costiera, emergenze e grandi rischi, protezione civile, ricostruzione                                             | Nazzareno Neri (Udc)                | Michele Nicolai (FdI)         | Adriano Zuccalà (M5S)                   |
| XIII        | Trasparenza e pubblicità | Marta Bonafoni (D'Amato Presidente) | Daniele Sabatini (FdI)        | Daniele Leodori (PD)                    |

### Commissioni consiliari speciali
| Commissione                                       | Presidente           | Vicepresidenti                | Vicepresidenti          |
| ------------------------------------------------- | -------------------- | ----------------------------- | ----------------------- |
| Piani di zona per l'edilizia economica e popolare | Sara Battisti (Pd)   | Marco Colarossi (FI)          | Vittorio Sambucci (FdI) |
| Giubileo 2025                                     | Giorgio Simeoni (FI) | Maria Chiara Iannarelli (FdI) | Valerio Novelli (M5S)   |
| PNRR e Grandi eventi                              | Luciano Nobili (IV)  | Emanuela Droghei (Pd)         | Daniele Maura (FdI)     |
| Semplificazione amministrativa                    | Marika Rotondi (FdI) | Salvatore La Penna (Pd)       | Giorgio Simeoni (FI)    |

### Composizione attuale
La XII Legislatura del Consiglio regionale del Lazio è stata eletta il 12 e 13 febbraio 2023.
| Gruppo             | Gruppo                                     |    |
| ------------------ | ------------------------------------------ | -- |
|                    | Fratelli d'Italia                          | 22 |
|                    | Lega                                       | 1  |
|                    | Forza Italia                               | 7  |
|                    | Lista Civica Francesco Rocca Presidente    | 2  |
|                    | Gruppo Misto - Noi Moderati                | 1  |
| TOTALE MAGGIORANZA | TOTALE MAGGIORANZA                         | 33 |
|                    | Partito Democratico                        | 11 |
|                    | Movimento 5 Stelle                         | 2  |
|                    | Italia Viva                                | 2  |
|                    | Insieme per il Lazio - Azione              | 1  |
|                    | Alleanza Verdi e Sinistra                  | 1  |
|                    | Polo Progressista di Sinistra & Ecologista | 1  |
| TOTALE OPPOSIZIONE | TOTALE OPPOSIZIONE                         | 18 |
| TOTALE CONSIGLIO   | TOTALE CONSIGLIO                           | 51 |

| Consigliere               | Consigliere                    | Lista             | Preferenze                                                             | Circoscrizione                | Note                               |
| ------------------------- | ------------------------------ | ----------------- | ---------------------------------------------------------------------- | ----------------------------- | ---------------------------------- |
|                           | Roberta Angelilli              | Fratelli d'Italia | 27.927                                                                 | Roma                          | Presidente del Consiglio Regionale |
| Giancarlo Righini         | 38.068                         | Fratelli d'Italia |                                                                        | Roma                          |                                    |
| Fabrizio Ghera            | 29.652                         | Fratelli d'Italia |                                                                        | Roma                          |                                    |
| Micol Grasselli           | 22.988                         | Fratelli d'Italia |                                                                        | Roma                          |                                    |
| Massimiliano Maselli      | 22.673                         | Fratelli d'Italia |                                                                        | Roma                          |                                    |
| Marika Rotondi            | 21.392                         | Fratelli d'Italia |                                                                        | Roma                          |                                    |
| Marco Bertucci            | 19.351                         | Fratelli d'Italia |                                                                        | Roma                          |                                    |
| Edy Palazzi               | 18.501                         | Fratelli d'Italia |                                                                        | Roma                          |                                    |
| Antonio Aurigemma         | 16.883                         | Fratelli d'Italia |                                                                        | Roma                          |                                    |
| Emanuela Mari             | 16.204                         | Fratelli d'Italia |                                                                        | Roma                          |                                    |
| Laura Corrotti            | 15.239                         | Fratelli d'Italia |                                                                        | Roma                          |                                    |
| Flavio Cera               | 12.623                         | Fratelli d'Italia |                                                                        | Roma                          |                                    |
| Maria Chiara Iannarelli   | 11.648                         | Fratelli d'Italia |                                                                        | Roma                          |                                    |
|                           | Daniele Maura                  | Fratelli d'Italia | 12.488                                                                 | Frosinone                     |                                    |
|                           | Alessia Savo                   | Fratelli d'Italia | 11.824                                                                 | Frosinone                     |                                    |
|                           | Enrico Tiero                   | Fratelli d'Italia | 15.630                                                                 | Latina                        |                                    |
|                           | Elena Palazzo                  | Fratelli d'Italia | 9.089                                                                  | Latina                        |                                    |
|                           | Vittorio Sambucci              | Fratelli d'Italia | 7.906                                                                  | Latina                        |                                    |
|                           | Michele Pasquale Nicolai       | Fratelli d'Italia | 5.240                                                                  | Rieti                         |                                    |
|                           | Eleonora Berni                 | Fratelli d'Italia | 3.079                                                                  | Rieti                         |                                    |
|                           | Daniele Sabatini               | Fratelli d'Italia | 12.403                                                                 | Viterbo                       | Capogruppo                         |
|                           | Giulio Menegali Zelli Iacobuzi | Fratelli d'Italia | 3.592                                                                  | Viterbo                       |                                    |
|                           |                                | Lega              | 14.919                                                                 |                               |                                    |
| Laura Cartaginese         | 12.166                         | Lega              | Roma                                                                   | Capogruppo                    |                                    |
|                           |                                | Lega              |                                                                        |                               |                                    |
|                           |                                | Lega              |                                                                        |                               |                                    |
|                           |                                | Lega              |                                                                        |                               |                                    |
|                           |                                | Lega              |                                                                        |                               |                                    |
|                           |                                | Lega              |                                                                        |                               |                                    |
|                           | Fabio Capolei                  | Forza Italia      | 8.094                                                                  | Roma                          |                                    |
| Giorgio Simeoni           | 6.415                          | Forza Italia      | Capogruppo                                                             | Roma                          |                                    |
| Giuseppe Emanuele Cangemi | 14.919                         | Forza Italia      | Vicepresidente del Consiglio Regionale - Eletto nella lista della Lega | Roma                          |                                    |
| Roberta Della Casa        | 1.630                          | Forza Italia      | Eletta nella lista del Movimento 5 Stelle                              | Roma                          |                                    |
| Marco Colarossi           | 1.294                          | Forza Italia      | Vice Capogruppo, eletto nella lista del Movimento 5 Stelle             | Roma                          |                                    |
| Cosmo Mitrano             | 12.087                         | Forza Italia      | Latina                                                                 |                               |                                    |
| Orlando Tripodi           | 8.119                          | Forza Italia      | Latina                                                                 | Eletto nella lista della Lega |                                    |
|                           |                                | Forza Italia      |                                                                        |                               |                                    |
|                           |                                | Forza Italia      |                                                                        |                               |                                    |
|                           |                                | Forza Italia      |                                                                        |                               |                                    |
|                           | Francesco Rocca                | Rocca Presidente  | 5.074                                                                  | Lazio                         | Presidente della Giunta Regionale  |
| Mario Luciano Crea        | 2.074                          | Rocca Presidente  | Roma                                                                   | Capogruppo                    |                                    |
| Nazareno Neri             | Gruppo Misto - NM              | 2.623             | Roma                                                                   | Capogruppo                    |                                    |
|                           |                                |                   |                                                                        |                               |                                    |
|                           |                                |                   |                                                                        |                               |                                    |

|                        | Consigliere         | Lista                                                          | Preferenze                                      | Circoscrizione | Note                                   |
| ---------------------- | ------------------- | -------------------------------------------------------------- | ----------------------------------------------- | -------------- | -------------------------------------- |
|                        | Daniele Leodori     | Partito Democratico                                            | 23.430                                          | Roma           | Vicepresidente del Consiglio regionale |
| Eleonora Mattia        | 21.215              | Partito Democratico                                            |                                                 | Roma           |                                        |
| Mario Ciarla           | 17.962              | Partito Democratico                                            | Capogruppo                                      | Roma           |                                        |
| Emanuela Droghei       | 17.439              | Partito Democratico                                            |                                                 | Roma           |                                        |
| Massimiliano Valeriani | 15.121              | Partito Democratico                                            |                                                 | Roma           |                                        |
| Michela Califano       | 9.597               | Partito Democratico                                            |                                                 | Roma           |                                        |
| Marta Bonafoni         | 7.544               | Partito Democratico                                            | Eletta con la "Lista civica D'Amato Presidente" | Roma           |                                        |
| Rodolfo Lena           | 6.940               | Partito Democratico                                            |                                                 | Roma           |                                        |
| Sara Battisti          | 17.401              | Partito Democratico                                            | Frosinone                                       |                |                                        |
| Salvatore La Penna     | 7.118               | Partito Democratico                                            | Latina                                          |                |                                        |
| Enrico Panunzi         | 11.839              | Partito Democratico                                            | Viterbo                                         |                |                                        |
|                        |                     |                                                                |                                                 |                |                                        |
|                        |                     |                                                                |                                                 |                |                                        |
|                        | Marietta Tidei      | Italia Viva - Il Centro - Renew Europe                         | 9.596                                           |                |                                        |
| Luciano Nobili         | 5.116               | Italia Viva - Il Centro - Renew Europe                         |                                                 |                |                                        |
|                        | Claudio Marotta     | Verdi e Sinistra – Europa Verde – Possibile                    | 6.043                                           | Roma           | Capogruppo                             |
|                        |                     |                                                                |                                                 |                |                                        |
|                        |                     |                                                                |                                                 |                |                                        |
|                        | Valerio Novelli     | Movimento 5 Stelle                                             | 1.364                                           | Roma           |                                        |
| Adriano Zuccalà        | 1.242               | Movimento 5 Stelle                                             | Capogruppo                                      | Roma           |                                        |
|                        |                     |                                                                |                                                 |                |                                        |
|                        | Alessio D'Amato     | Insieme per il Lazio - Azione                                  | -                                               | Lazio          | Capogruppo                             |
|                        | Alessandra Zeppieri | Polo Progressista per Bianchi Presidente Sinistra & Ecologista | 1.759                                           | Roma           | Capogruppo                             |

## Descrizione

### Elezione, composizione e scioglimento (ex Art. 19 - Stat. Reg.)
Il Consiglio regionale è composto da 50 consiglieri ed è eletto a suffragio universale e diretto insieme al Presidente della Regione (che ne è membro).
Il sistema elettorale è stabilito da Legge regionale, in principio con la Legge dello Stato, in tal modo di garantire ad ogni Provincia almeno un rappresentante al Consiglio regionale. La Legge elettorale garantisce anche la parità di genere nell'accesso alla carica.
Sono stabilite (sempre tramite Legge regionale) le condizioni di compatibilità alle cariche di: Presidente della Giunta regionale, assessore della Giunta regionale e Consigliere regionale.
Lo Statuto prevede lo scioglimento del Consiglio in queste situazioni:
- Scadenza naturale del mandato (5 anni)
- Dimissioni della maggioranza assoluta dei consiglieri
- Dimissioni del Presidente della Giunta regionale (secondo il principio "simul stabunt vel simul cadent)"
- Decreto (con motivazione) del Presidente della Repubblica per violazione aggravata di Leggi e della Costituzione.

### Elezione del Presidente del Consiglio e dell'Ufficio di Presidenza (ex Art. 20 - Stat. Reg.)
Il Consiglio regionale si riunisce in prima seduta il primo giorno non festivo della seconda settimana dopo le elezioni. Funge da Presidente provvisorio il candidato che nelle liste provinciali ha ottenuto più voti.
L'Ufficio di Presidenza è eletto a scrutinio segreto ed è formato dal Presidente del Consiglio, da due Vicepresidenti (uno della Minoranza) e da tre Consiglieri segretari (uno della Minoranza). Il Presidente è eletto con i 2/3 dei componenti (primo scrutinio), con i 3/5 dei componenti (secondo scrutinio) e maggioranza dei componenti (terzo scrutinio in poi). I Vicepresidenti ed i Segretari sono eletti a scrutinio segreto ed è eletto il candidato più votato (in caso di parità vince il più anziano). L'Ufficio rimane in carica per tutta la Legislatura, tranne per grave impedimento o dimissioni.

## Funzioni
Il Consiglio regionale rappresenta il potere legislativo del Lazio. Le sue funzioni sono stabilite dagli Articoli 23 e seguenti dello Statuto regionale. Esse sono:

### Potere legislativo
Il Consiglio esercita il potere legislativo nella Regione. Questo potere viene attribuito dalla Costituzione. Può formulare proposte di Legge al Parlamento ed esprimere pareri relativi alle modifiche territoriale previste dalla Carta costituzionale. Deliberare per la richiesta di referendum abrogativo e costituzionale. Deliberare, su proposta della Giunta, tutte le norme riguardanti l'economia e l'indirizzo politico della Regione. Tutti gli altri compiti sono previsti dalla Costituzione, dallo Statuto, dalla Legge statale e dalla Legge regionale.

### Amministrazione locale
Il Consiglio amministra tutti gli enti pubblici della Regione. Anche questo potere viene attribuito dalla Costituzione su tutti gli Enti, Associazioni e Regolamenti riguardanti l'amministrazione regionale. Il Consiglio ha anche la facoltà di istituire nuovi Comuni (tramite Legge regionale) sentite le popolazioni interessate. Approva la partecipazione della Regione ad Associazioni o ad eventi tramite Legge regionale. È anche responsabile dei rapporti con lo Stato, con le altre Regioni, con gli altri Stati e altri enti locali. Infine ha il potere di eleggere i Delegati regionali da inviare per l'elezione del Presidente della Repubblica.

### Controllo sulla Giunta
Il Consiglio controlla la Giunta tramite alcuni passaggi necessari per lo svolgimento delle sue funzioni. Una di questi è quella di approvare o respingere il Bilancio regionale, cioè l'amministrazione del patrimonio regionale da parte dell'esecutivo. Può anche sfiduciare, con appello nominale approvato a maggioranza assoluta dei componenti, il Presidente della Regione. Questa situazione comporta le dimissioni del Presidente, quindi della Giunta, e, infine, lo scioglimento del Consiglio tramite decreto del Presidente del Consiglio regionale. Infine tutti gli altri atti compiuti dalla Giunta devono essere approvati dal Consiglio, altrimenti non hanno valore di Legge regionale.

## Composizione

### Maggioranza (33)

#### Fratelli d'Italia (22)
| Consigliere              | Provincia di elezione | Note                                |
| ------------------------ | --------------------- | ----------------------------------- |
| Roberta Angelilli        | Roma                  | Vicepresidente della Regione        |
| Antonio Aurigemma        | Roma                  | Presidente del Consiglio Regionale  |
| Marco Bertucci           | Roma                  |                                     |
| Flavio Cera              | Roma                  |                                     |
| Laura Corrotti           | Roma                  |                                     |
| Fabrizio Ghera           | Roma                  | Assessore ai Trasporti e Rifiuti    |
| Micol Grasselli          | Roma                  | Segretario del Consiglio Regionale  |
| Maria Chiara Iannarelli  | Roma                  |                                     |
| Emanuela Mari            | Roma                  |                                     |
| Massimiliano Maselli     | Roma                  | Assessore alle Politiche Sociali    |
| Nazareno Neri            | Roma                  |                                     |
| Edy Palazzi              | Roma                  |                                     |
| Giancarlo Righini        | Roma                  | Assessore al Bilancio e Agricoltura |
| Marika Rotondi           | Roma                  |                                     |
| Eleonora Berni           | Rieti                 |                                     |
| Michele Pasquale Nicolai | Rieti                 |                                     |
| Daniele Maura            | Frosinone             | Vice-capogruppo                     |
| Alessia Savo             | Frosinone             |                                     |
| Elena Palazzo            | Latina                |                                     |
| Vittorio Sambucci        | Latina                |                                     |
| Enrico Tiero             | Latina                |                                     |
| Giulio Menegali Zelli    | Viterbo               |                                     |
| Daniele Sabatini         | Viterbo               | Capogruppo                          |

#### Lega Salvini Premier (1)
| Consigliere       | Provincia di elezione | Note       |
| ----------------- | --------------------- | ---------- |
| Laura Cartaginese | Roma                  | Capogruppo |

#### Forza Italia (7)
| Consigliere               | Provincia di elezione | Note                                           |
| ------------------------- | --------------------- | ---------------------------------------------- |
| Cosmo Mitrano             | Latina                |                                                |
| Angelo Orlando Tripodi    | Latina                |                                                |
| Giorgio Simeoni           | Roma                  | Capogruppo                                     |
| Fabio Capolei             | Roma                  | Segretario del Consiglio Regionale             |
| Marco Colarossi           | Roma                  | Vice-capogruppo                                |
| Roberta della Casa        | Roma                  |                                                |
| Giuseppe Emanuele Cangemi |                       | Vicepresidente vicario del Consiglio Regionale |

#### Lista Civica Francesco Rocca Presidente (2)
| Consigliere        | Provincia di elezione | Note                           |
| ------------------ | --------------------- | ------------------------------ |
| Francesco Rocca    | Lazio                 | Presidente della Regione Lazio |
| Mario Luciano Crea | Roma                  | Capogruppo                     |

#### Gruppo Misto - Noi Moderati (1)
| Consigliere   | Provincia di elezione | Note       |
| ------------- | --------------------- | ---------- |
| Nazareno Neri | Roma                  | Capogruppo |

### Minoranza (18)

#### Partito Democratico (11)
| Consigliere            | Provincia di elezione | Note                                   |
| ---------------------- | --------------------- | -------------------------------------- |
| Michela Califano       | Roma                  |                                        |
| Mario Ciarla           | Roma                  | Capogruppo                             |
| Emanuela Droghei       | Roma                  |                                        |
| Rodolfo Lena           | Roma                  |                                        |
| Daniele Leodori        | Roma                  |                                        |
| Eleonora Mattia        | Roma                  |                                        |
| Massimiliano Valeriani | Roma                  |                                        |
| Marta Bonafoni         | Roma                  |                                        |
| Sara Battisti          | Frosinone             |                                        |
| Salvatore La Penna     | Latina                |                                        |
| Enrico Panunzi         | Viterbo               | Vicepresidente del Consiglio Regionale |

#### Movimento 5 Stelle 2050 (2)
| Consigliere     | Provincia di elezione | Note                               |
| --------------- | --------------------- | ---------------------------------- |
| Adriano Zuccalà | Roma                  | Capogruppo                         |
| Valerio Novelli | Roma                  | Segretario del Consiglio Regionale |

#### Azione - Italia Viva (2)
| Consigliere    | Provincia di elezione | Note       |
| -------------- | --------------------- | ---------- |
| Marietta Tidei |                       | Capogruppo |
| Luciano Nobili | Roma                  |            |

#### Insieme per il Lazio (1)
| Consigliere     | Provincia di elezione | Note       |
| --------------- | --------------------- | ---------- |
| Alessio D'Amato | Lazio                 | Capogruppo |

#### Alleanza Verdi e Sinistra (1)
| Consigliere     | Provincia di elezione | Note       |
| --------------- | --------------------- | ---------- |
| Claudio Marotta | Roma                  | Capogruppo |

#### Polo Progressista di Sinistra & Ecologista (1)
| Consigliere         | Provincia di elezione | Note       |
| ------------------- | --------------------- | ---------- |
| Alessandra Zeppieri | Roma                  | Capogruppo |